# 阿斯卡尼奧·斯福爾扎
阿斯卡尼奥·玛利亚·斯福尔扎（義大利語：Ascanio Maria Sforza，1455年3月3日—1505年5月28日），是意大利的红衣主教，弗朗切斯科·斯福尔扎一世的儿子。在1513年3月教宗選舉秘密會議中，为罗德里哥·迪·波吉亚当选教宗发挥了重要作用。